# ووکا (اکلاهما)
ووکا(به انگلیسی: Wewoka) شهری در ایالت اکلاهما کشور ایالات متحده آمریکا است که جمعیت آن در سرشماری سال ۲۰۱۰ میلادی، ۳٬۴۳۰ نفر بوده‌است.